# NK Primorac Vrboska
NK Primorac je bivši hrvatski nogometni klub iz Vrboske na otoku Hvaru. Natjecao se je u Hvarskoj nogometnoj ligi, u sklopu koje je odigrao sve svoje službene ligaške utakmice. Svoje utakmice kao domaćin igrao je u Jelsi, a uz to je u Vrboskoj postojalo igralište kod Fortice.